# BMW Garmisch
BMW Garmisch è una concept car realizzata dalla BMW insieme alla Bertone nel 1970.

## Contesto

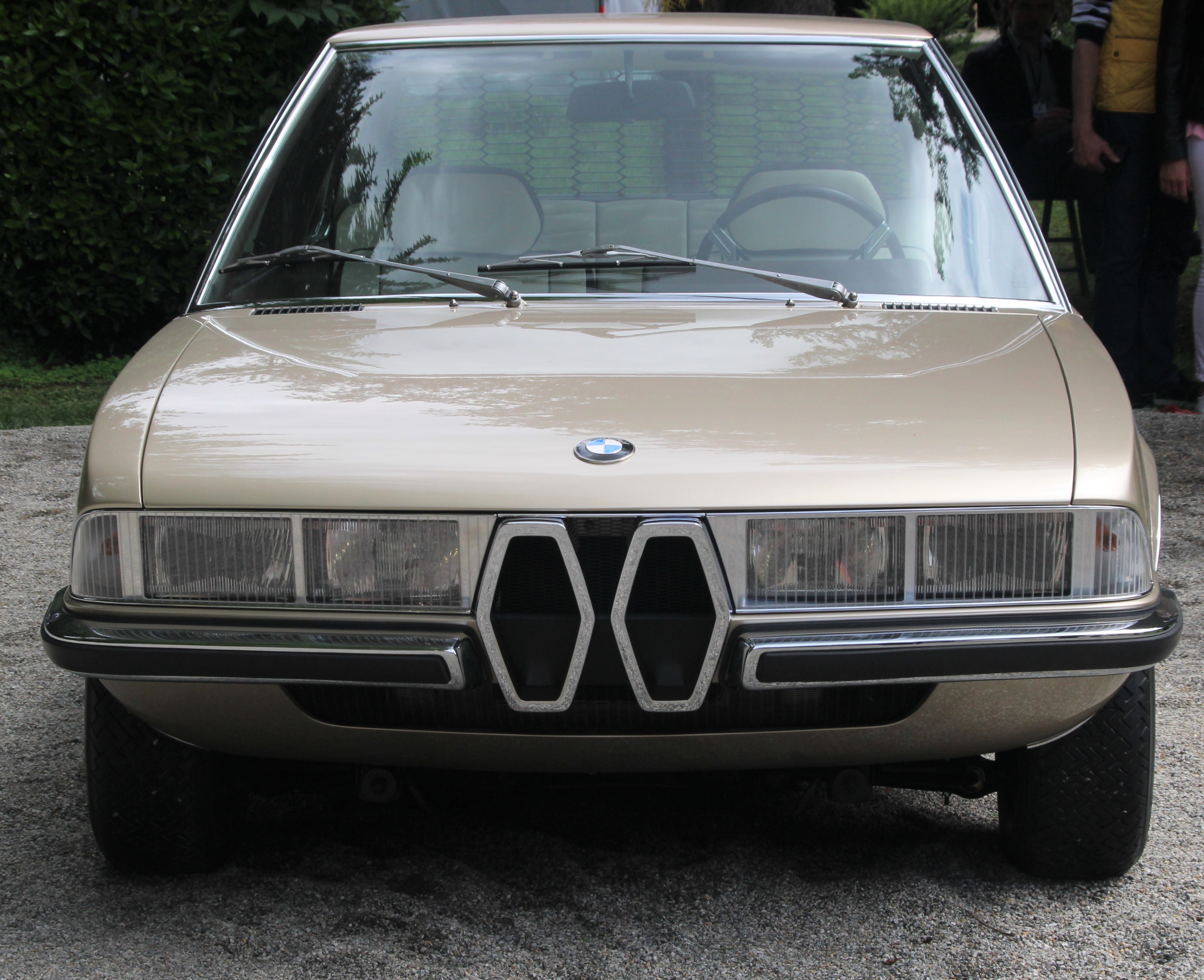
Vista frontale

Disegnata da Marcello Gandini per la Carrozzeria Bertone, la vettura fu costruita nel 1969 sulla base della BMW 2002 Tii e venne presentata al Salone dell'automobile di Ginevra del 1970. La vettura, chiamata in onore della località sciistica di Garmisch, fu allestita in pochi mesi; Nuccio Bertone affidò il compito a Gandini, al quale comandò di creare una vettura che avesse dei tratti di rottura con le BMW dell'epoca (che erano caratterizzate da linee tondeggianti) per rimpiazzare la BMW 1602.
Partendo da una 2002 Tii, Gandini cambiò l'impostazione e le proporzioni del veicolo, allungando i cofani anteriori e posteriori e abbassando la vettura. Nel suo insieme lo stile si discostava dalle BMW dell'epoca, con un'estetica minimalista e futurista. L'esterno fu caratterizzato da linee spigolose e squadre, con i fari anteriori quadrati e carenati, il doppio rene dalla forma esagonale e il lunotto posteriori inglobato in una griglia a nido d’ape.  

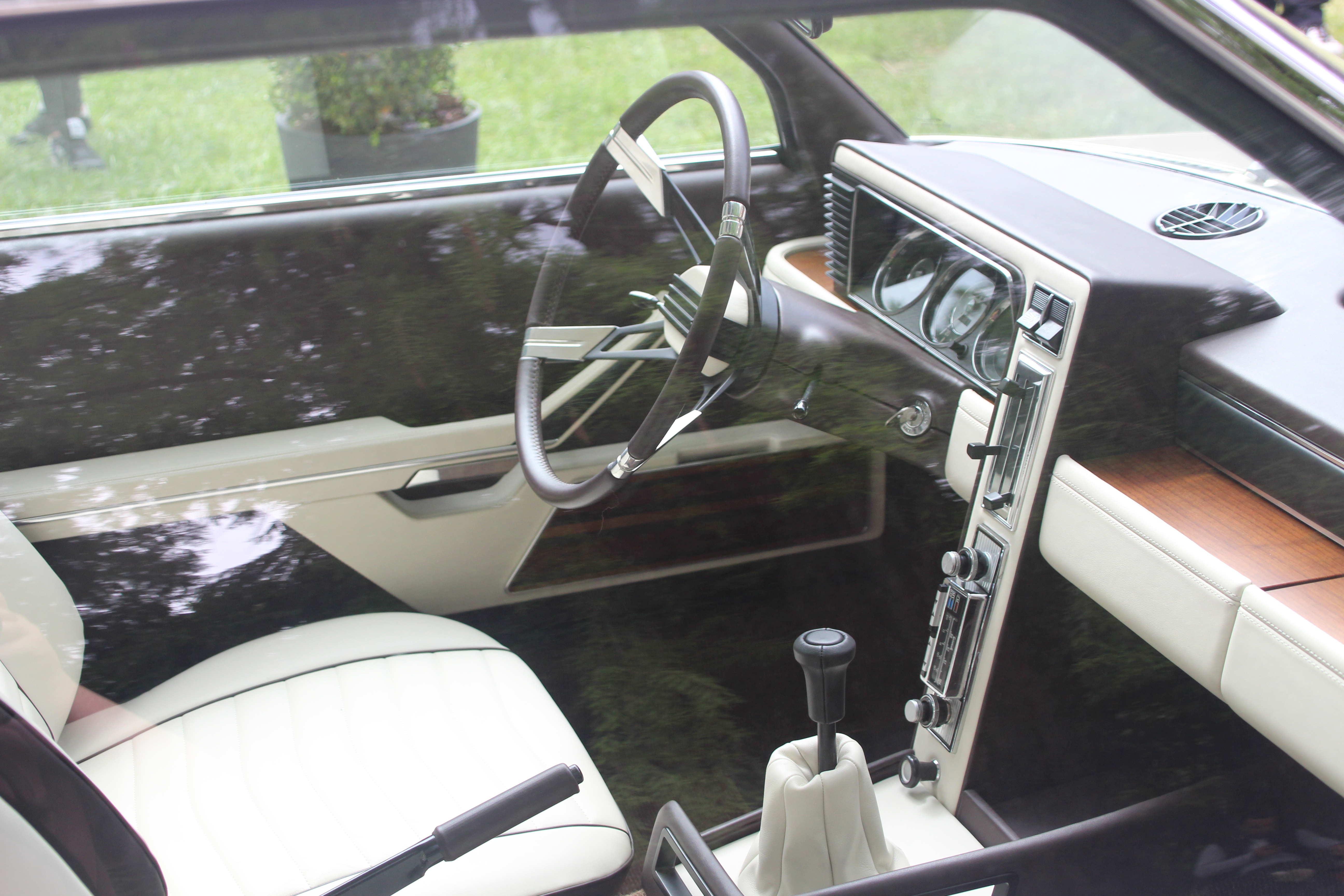
Interni

L'abitacolo era caratterizzato da una console centrale dotata di un'autoradio disposta verticalmente, con il vano portaoggetti posto di fronte al passeggero che aprendolo conteneva un enorme specchio a scomparsa. Le finiture e i materiali erano in pelle color champagne, tinta che richiamava il colore esterno della carrozzeria.
Dopo la presentazione al salone ginevrino, la vettura tornò nella sede BMW di Monaco di Baviera, ma del veicolo se ne persero le tracce.
La Garmisch condizionò pesantemente lo stile delle BMW successive, rivoluzionando gli stilemi tondeggianti che avevano caratterizzato le vetture bavaresi fino a quel momento, influenzando pesantemente la linea della prima generazione della Serie 5 E12 del 1972 (disegnata dallo stesso Gandini) e la prima generazione della Serie 3 E21 del 1975.
Dopo circa cinquant’anni dalla sua realizzazione, la BMW decise di ricrearne un'altra il più fedele possibile all'originale. Così a gennaio 2019 contattò Gandini e attraverso delle fotografie d'epoca, i ricordi dello stesso designer e una ricostruzione in computer grafica (senza i progetti e i disegni originali che andarono anche loro persi) e con la collaborazione di un carrozziere torinese, venne fabbricato un secondo esemplare della Garmish utilizzando come base una vecchia 2002 Tii. Il prototipo perfettamente marciante e con la carrozzeria realizzata battendo i pannelli in lamiera a mano come l'originale, venne presentato in anteprima mondiale al Concorso d'eleganza Villa d'Este nel maggio 2019, per poi essere trasferita e custodita all'interno del museo BMW.